# Vilko Kriš
Vilko Kriš, hrvatski bosanskohercegovački bivši nogometaš. Igrao za Željezničar iz Sarajeva. Počevši od sezone 1928./29. igrao je za Željezničar tri sezone. Željezničar je tad igrao u rangu sarajevskog nogometnog podsaveza i podsaveznoj ligi.